# Conrad Beissel
Johann Conrad Beissel, také Konrad Beissel, (1. března 1691 Eberbach – 6. března 1768 Ephrata) byl německý mystik a zakladatel náboženské komunity.
Beissel byl pekařský tovaryš v Heidelbergu. Pro svůj náboženský separatismus (radikální pietismus) musel opustit město. Roku 1720 odjel do Severní Ameriky. V Pensylvánii vstoupil do sekty tunkerů. Roku 1724 založil vlastní skupinu Siebentägner-Tunker, jejíž sídlo bylo v takzvaném klášteře v Ephratě. Byl to dvojitý klášter pro muže i ženy, kteří zde žili ve zvláštních skupinách.
Beissel byl autorem mnoha mystických textů a písní.